# 3942 Чуріваннія
3942 Чуріваннія (3942 Churivannia) — астероїд головного поясу, відкритий 11 вересня 1977 року.
Тіссеранів параметр щодо Юпітера — 3,501.
Названий на честь батька та старшого брата українського астронома Клима Івановича Чурюмова. Обоє носили ім'я Іван іванович Чурюмов.